# Centro di selezione e reclutamento nazionale dell'Esercito
Il Centro di selezione e reclutamento nazionale dell'esercito è una struttura dell'Esercito italiano.
È stato costituito a Foligno il 1º ottobre 1996 nella Caserma "Generale Ferrante Gonzaga del Vodice", intitolata a Ferrante Vincenzo Gonzaga in precedenza sede del disciolto 92º Reggimento fanteria "Basilicata". 

## Funzioni e competenze
Presso di esso si svolgono tutte le prove di selezione preliminari - per il territorio di propria competenza - nonché quelle scritte, orali, psico-fisiche e attitudinali per la quasi totalità dei concorsi per entrare a far parte dell'esercito italiano, per il personale proveniente dai centri di selezione VFP1.
La pista interna di atletica per le prove di corsa piana misura 250 mt.